# Lira bizantina

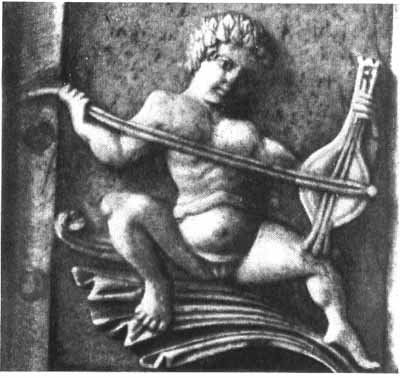
La representación más antigua que se conoce de una lira bizantina, grabada en un sarcófago de marfil (900-1100 d. C.), en el Palazzo del Podestà (Florencia)

La lira bizantina (también escrito lyra, latín:lira, griego: λύρα, turco: Kemençe, conocido en el mundo de habla inglesa como kemangeh), era un instrumento medieval de cuerda frotada, propio del Imperio bizantino, y antecesor de la mayoría de los instrumentos europeos de arco, incluido el violín.
En su forma popular, la lira era un instrumento con forma de pera cuyo número de cuerdas oscilaba entre tres y cinco; se le tocaba en posición vertical. Sobreviven los restos de dos ejemplares, hallados en excavaciones en Nóvgorod; la más antigua databa del año 1190 d. C. Algunas variantes de la lira se tocan aún en Macedonia del Norte, Albania, Montenegro, Serbia, Bulgaria, Croacia, Grecia, Italia y Turquía; es notable el caso de Creta, pues la lira de Creta forma parte substancial del folclore musical de la isla.

## Historia
La primera referencia de que se tiene registro sobre la lira bizantina se remonta al siglo IX, con el geógrafo persa Ibn Khurradadhbih (muerto en el 911). En su discusión lexicográfica sobre instrumentos, citó la lūrā como el instrumento típico de los bizantinos, al lado del urghun (tipo de órgano), el shilyani (probablemente un tipo de arpa o lira) y el salandj (tipo de gaita).
El uso de esa lira se expandió rápidamente gracias a las rutas comerciales, pues en Bizancio confluían tres continentes; en los siglos XI y XII, los cronistas europeos utilizaban indistintamente los términos fidula y lyra para referirse a instrumentos de cuerda frotada. Mientras tanto, el rabāb, el instrumento de cuerda frotada del mundo islámico, fue introducido en Occidente, merced a la conquista de la península ibérica, y ambos instrumentos se popularizaron a lo largo de toda Europa, dando origen al rabel, al talharpa escandinavo e islandés, y al crwth celta. Cabe destacar la lira da braccio italiana, un instrumento de cuerda frotada del siglo XV, considerado por muchos como el predecesor inmediato del violín moderno.

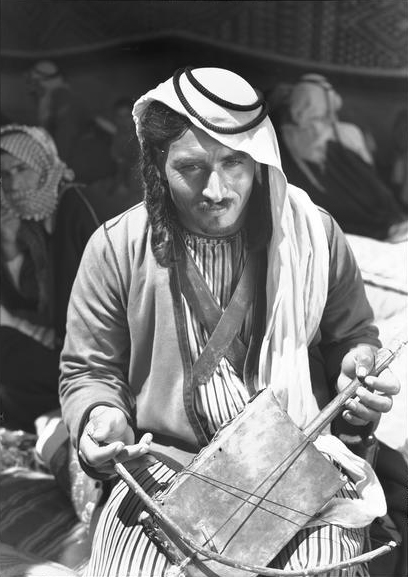
Beduino transjordano tocando un rebab durante la Segunda Guerra Mundial.

## Características
La lira bizantina tenía las clavijas empotradas sobre una cabeza plana, a semejanza de la fidula y a diferencia del rabāb y el rabel. Empero, las cuerdas eran tocadas lateralmente con las uñas, y no presionadas desde lo alto con la yema de los dedos, como en el caso del violín.
La lira representada en el sarcófago de marfil del Museo Nacional florentino del Palazzo del Podestà tiene dos cuerdas y una caja de resonancia con forma de pera, con un mango largo y estrecho. La caja carece de eses (agujeros), pero eso podría deberse a una estilización por parte del tallador. Las liras de Nóvgorod se asemejan más a las liras frotadas actuales (ver la galería): tenían forma de pera y medían alrededor de 40 centímetros, toda vez que contaban con ahujeros con forma de media luna y tres cuerdas. La cuerda de en medio servía para hacer sonar la nota pedal en tanto que se digitaban las otras dos de lado, pues no había diapasón alguno contra el cual presionarlas (el cual sí aparece en las liras tanto de Asia como de los territorios que ocupan lo que fue el Imperio Bizantino, como, por ejemplo, la lira cretense.

## En la actualidad
En muchas regiones post-bizantinas, la lira subsiste de diversas formas, a saber, la gadulka (Гъдулка) de Bulgaria, la lira calabrese italiana, la lira cretense (κρητική λύρα) de Creta y el Archipiélago del Dodecaneso, la lijerica de Dalmacia  y  la armudî kemençe ("kamanché clásica"), o πολίτικη λύρα de Turquía.

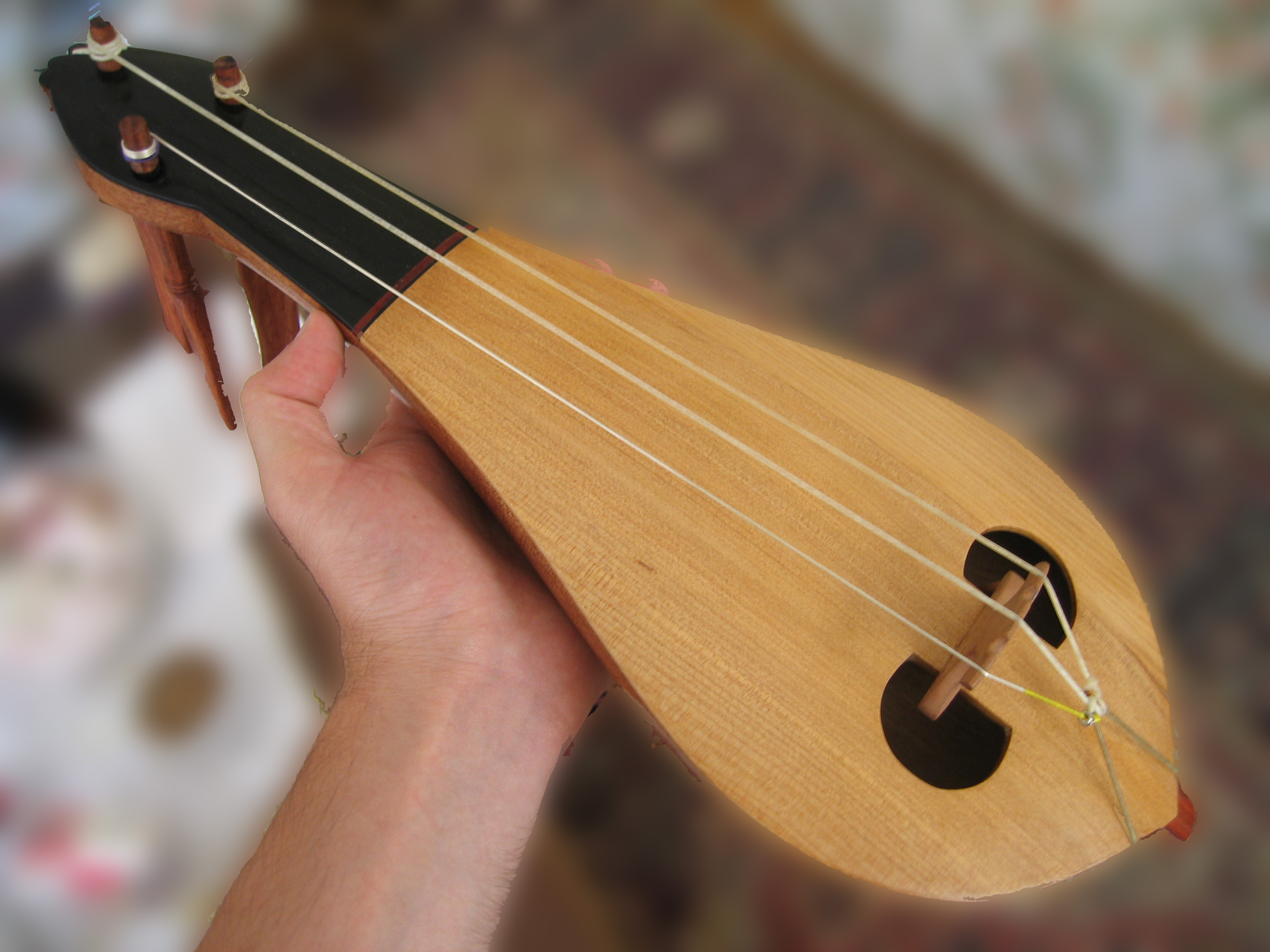
Kemanche clásica (armudî kemençe).
Vista lateral.

A semejanza de las liras de Nóvgorod, la lira cretense, la gadulka, la lira calabresa y la lira de Kárpatos, o la de Tracia son fabricadas a partir de un solo bloque de madera. La lira cretense es la variedad más extendida, pero su manufactura se ha visto influenciada por aquella del violín.

## Afinación
Existen diversos modos de afinar las variantes modernas de la lira: LA-RE-SOL (por quintas) en la lira cretense; LA-RE-SOL (donde SOL es una cuarta a partir de RE, en lugar de una quinta abajo) en Tracia, los Cárpatos y el Archipiélago del Dodecaneso; LA-LA–MI (los LA con una octava de diferencia) en Drama; MI-SOL-MI en el caso de la gadulka, y LA-RE-LA en el de la kemanche clásica.

## Galería

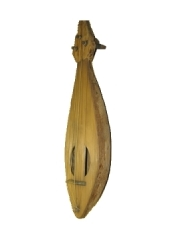
Fig.1: Lira de Nóvgorod (1190 d. C.)
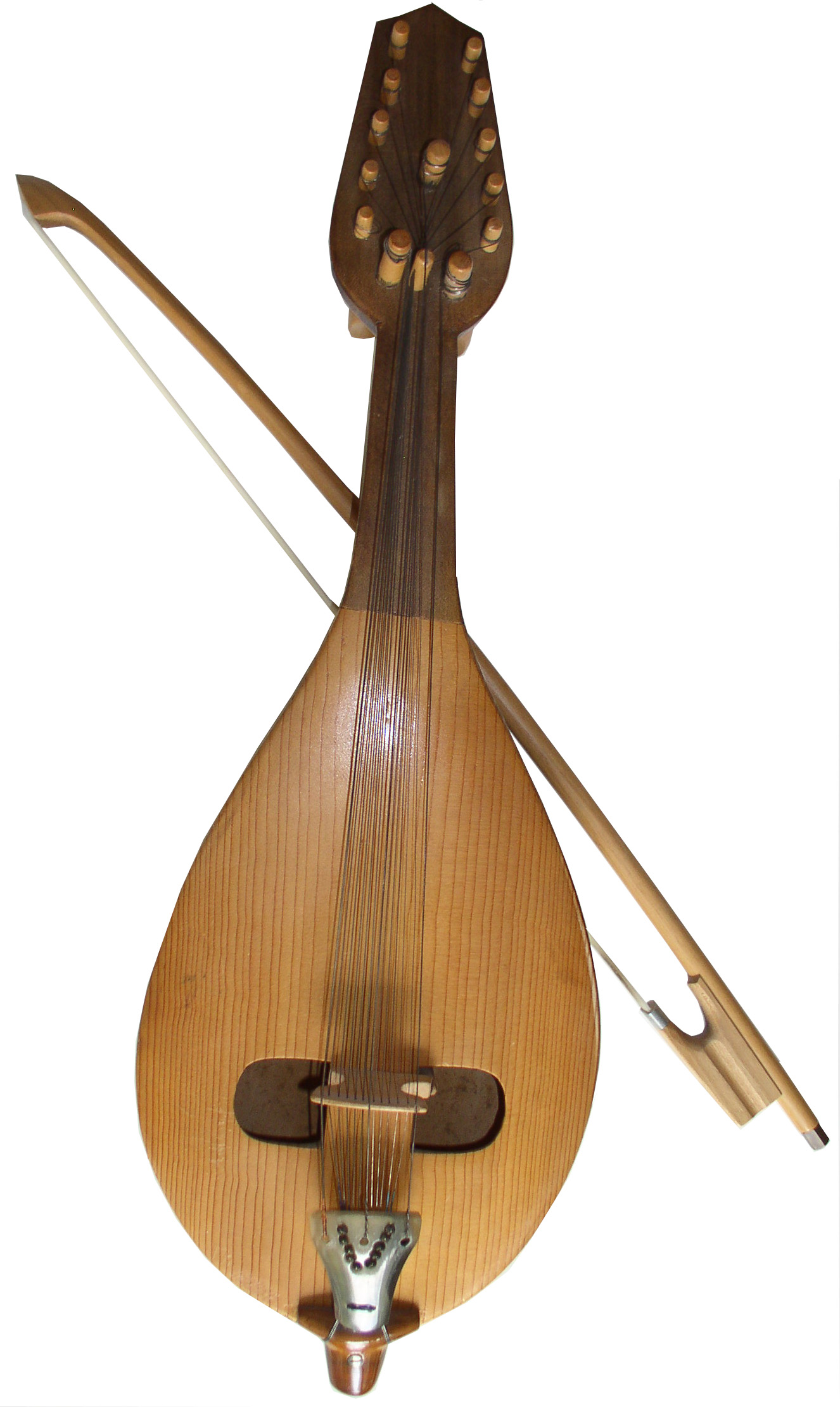
Fig.2: Gadulka, Bulgaria (en usp)
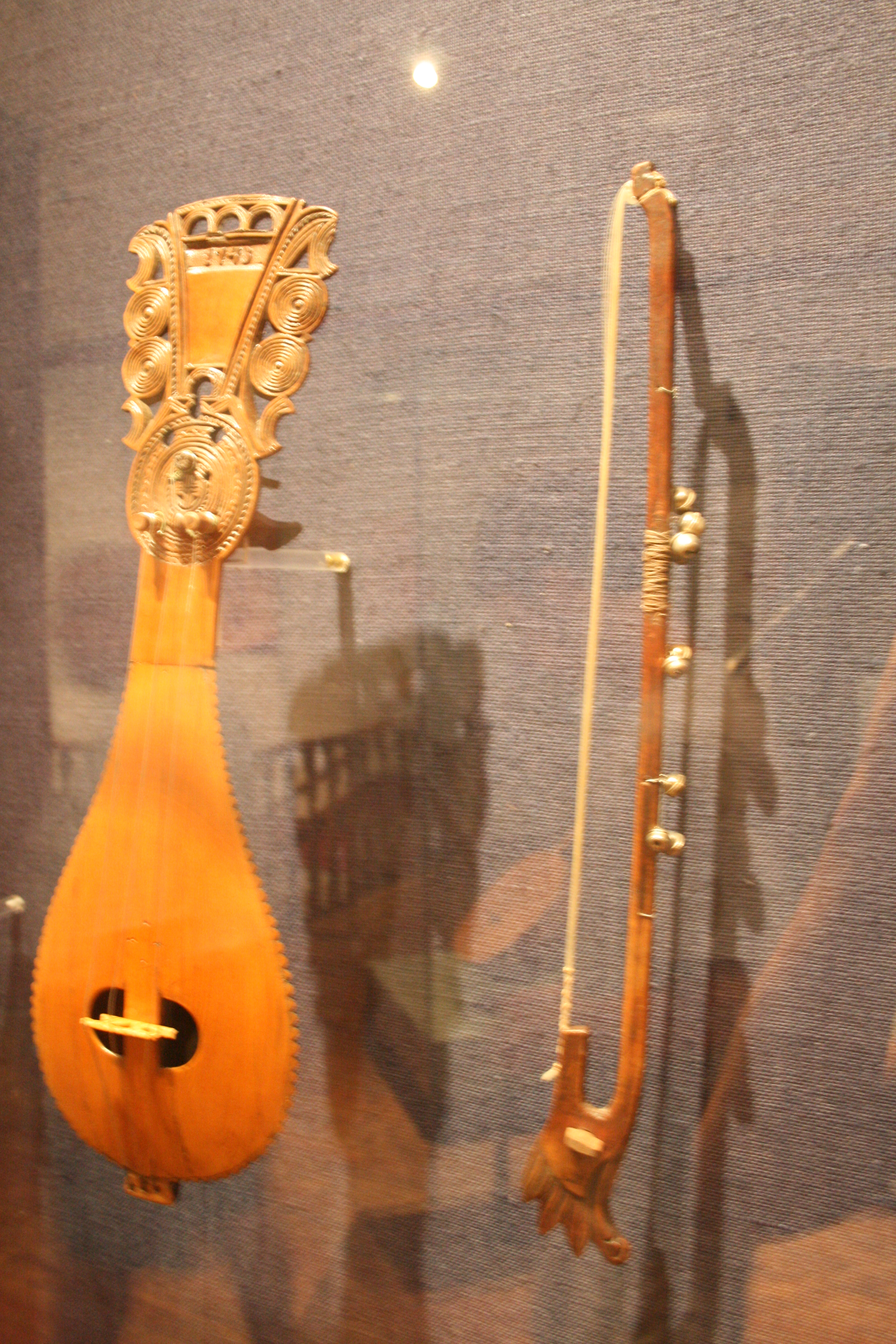
Fig.4: Lira cretense (en uso)
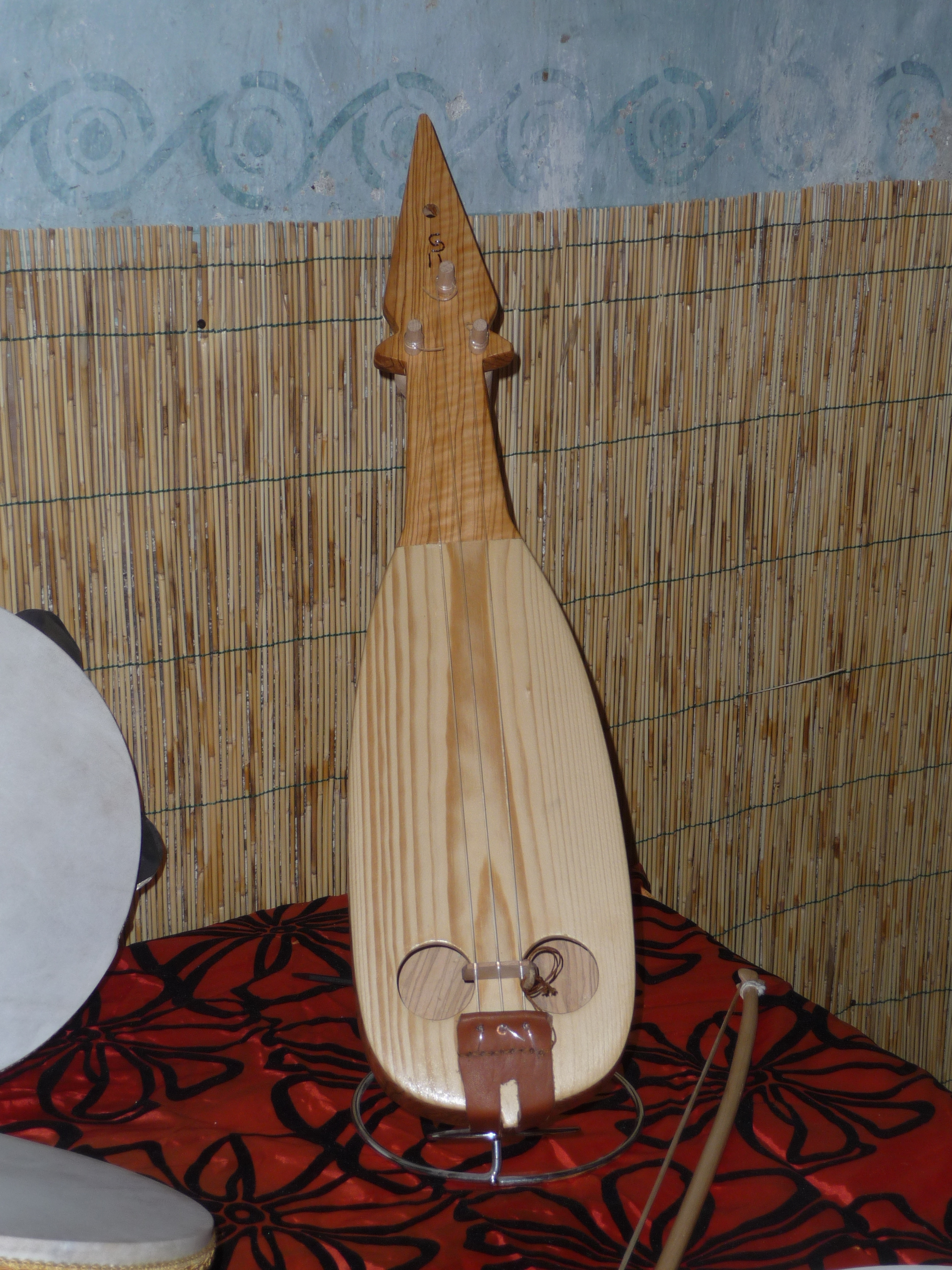
Fig.5: Lira calabrese (en uso)
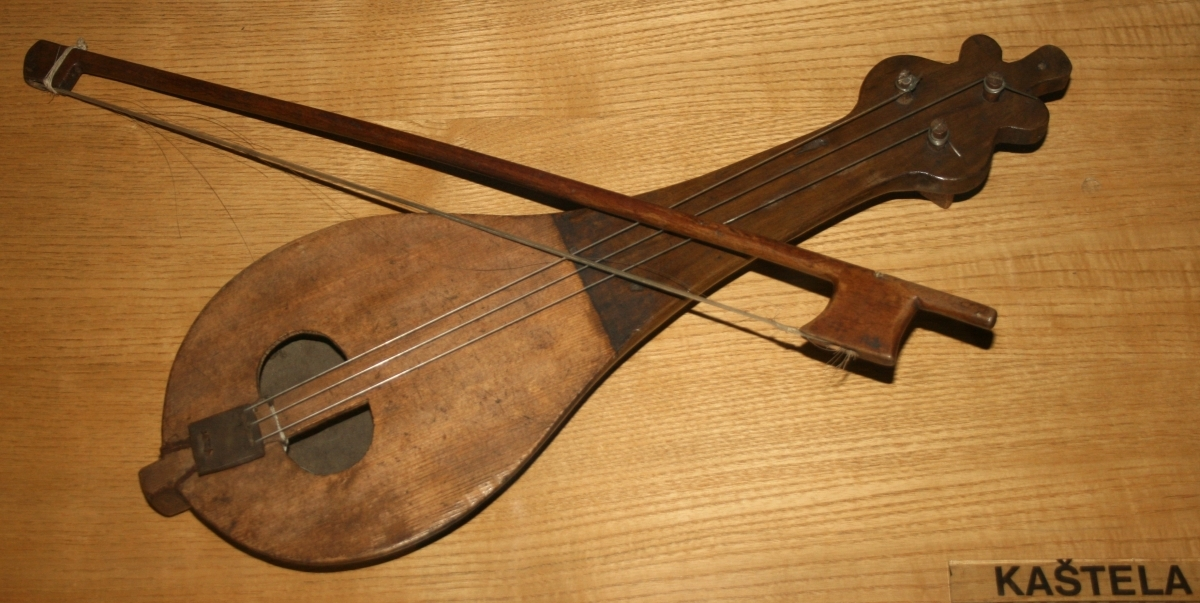
Fig.6: Lijerica dálmata (en uso)